# Sansekort
Sansekort er postkort til børnefamilier. Idéen opstod i et sommerhus i 2007, da opfinderen savnede muligheden for at kunne medsende "dokumentation" for børnenes oplevelser. Med kortet kan man udover en personlig hilsen sende indhold som blade, grene, blomster, strandsand, tegninger mv.

## Ekstern henvisning
- Sansekorts hjemmeside Arkiveret 8. april 2008 hos  Wayback Machine